# Ókrug del Mar Negro (Unión Soviética)
El Ókrug del Mar Negro (del ruso: Черноморский округ) fue una división de la República Socialista Federativa Soviética de Rusia en la Unión de Repúblicas Socialistas Soviéticas que formó parte del óblast de Kubán-Mar Negro, del krai del Sudeste y del krai del Cáucaso Norte y que existió entre 1920 y 1930. Su centro administrativo era Novorosíisk.

## Historia
El ókrug fue establecido el 11 de mayo de 1920 en el territorio de la anterior gubernia de Chernomore del óblast de Kubán. Inicialmente comprendió 8 volosts: Adlerski, Gagrinski, Gelendzhikski, Dzhubgski,  Lázarevski, Novorosíiski, Sochinski y Tuapsinski. El 30 de junio de 1920 el volost Gagrinski fue integrado en el ókrug de Sujumi de la República Democrática de Georgia y el ókrug fue dividido en dos departamentos: Novorosíisk y Tuapsé. El 20 de noviembre de ese año con la división del otdel de Tamán, pasó a formar parte del ókrug Anapa y sus alrededores. El 18 de mayo de 1922 los departamentos  eran anulados y los volosts pasaron a la subordinación directa al distrito. El 26 de enero de 1923 era dividido en 5 raiones: Anapski, Gelendzhikski, Novorosíiski, Sochinski y Tuapsinski. El 2 de junio de 1924 entró en la composición del krai del Sudeste y desde el 16 de noviembre de ese año como parte del krai del Cáucaso Norte. En septiembre de 1924 en parte del raión de Tuapsé se formó el raión nacional shapsug con centro en Tuapsé. El 10 de octubre de 1925 se el agrega el raión de Krýmskaya, del que una parte, juntamente con parte del raión de Abinsk, fue separada el 27 de febrero de 1930 para formar el raión nacional griego con centro en la stanitsa Krýmskaya. El 30 de julio de ese año el ókrug fue disuelto y sus raiones pasaron a la subordinación directa del krai del Cáucaso Norte.

## Demografía
La población del distrito en 1926 estaba compuesta por 291 437 personas. De ellos el 37.5 % eran ucranianos; el 34.7 % rusos; el 10.0 % armenios; el 5.5 % griegos pónticos; el 2.2 % moldavos; el 1.8 % bielorrusos; el 1.5 % circasianos; el 1.3 % georgianos y el 1.1 % alemanes.